# فول البينتو

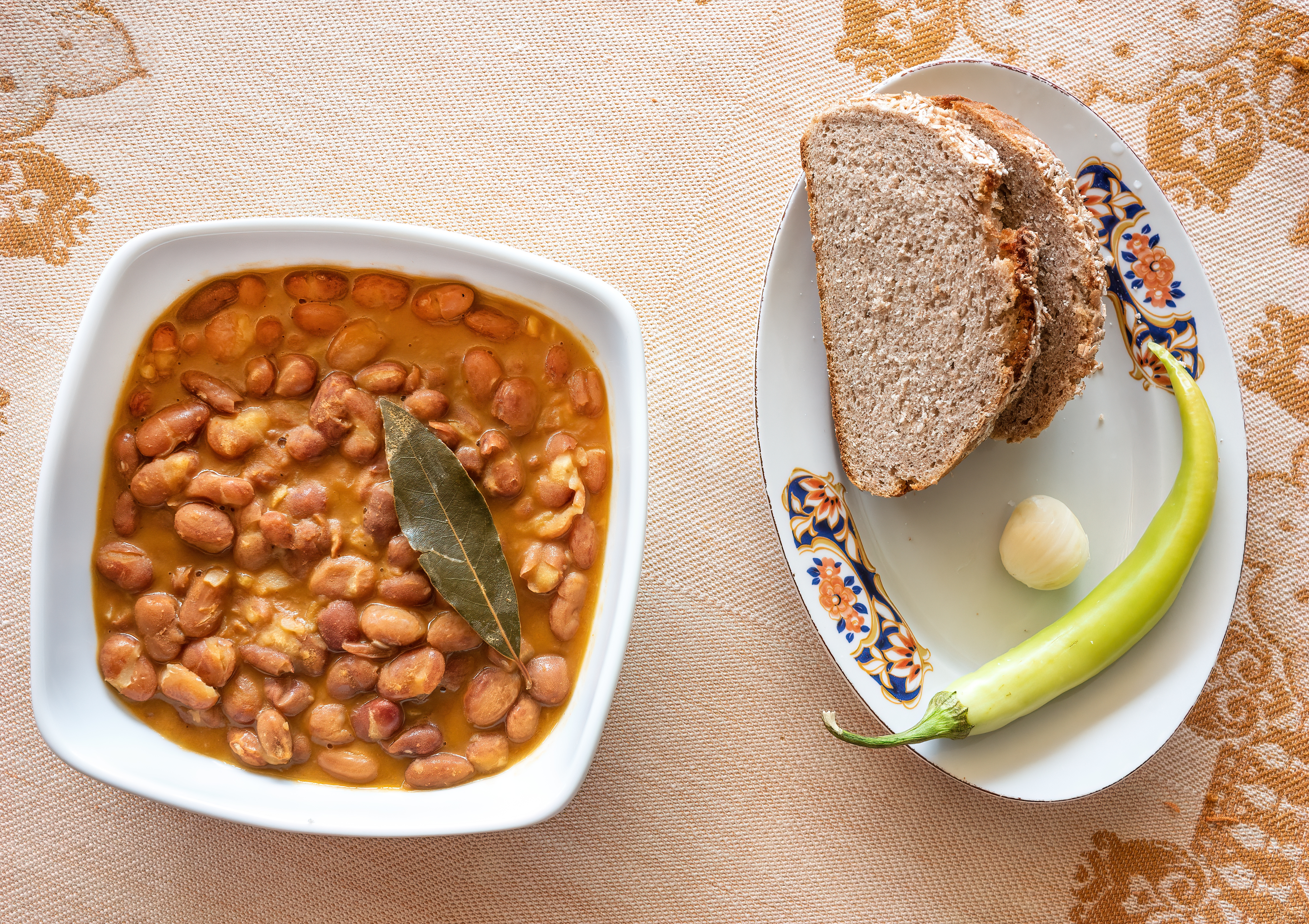
فول البينتو يقدم تقليديا مع الخبز أو الأرز

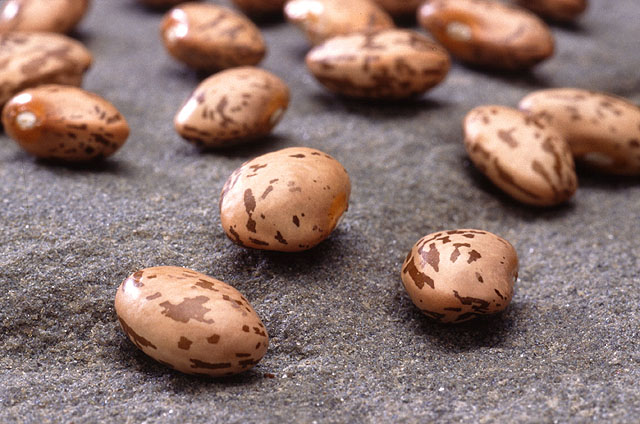
حبات فول البينتو الغير مطهوة

فول البينتو ( بالإنجليزية: pinto bean ) هو مجموعة متنوعة من الفول الشائع ( باللاتينية: Phaseolus vulgaris ). في الإسبانية يطلق عليه frijoles pintos ، المعنى الحرفي هو "الفول المطلي". يعد الفول البينتو الأكثر شيوعًا من حيث إنتاج المحاصيل في شمال المكسيك وجنوب غرب الولايات المتحدة ،   وغالبًا ما تؤكل الحبة كاملة (أحيانًا في المرق) ، أو مهروسة ثم إعادة تقليبها. في كلتا الطريقتين، يعتبر فول البينتو حشو شائع للبوريتو أو التوستادا أو سندويشات التاكو في المطبخ المكسيكي ،  أيضًا كطبق جانبي أو كجزء من مقبلات تقدم مع التورتيلا الجانبية أو السوبايبيلا في المطبخ المكسيكي الجديد . 
في أمريكا الجنوبية، تُعرف باسم بوروتو فروتيلا poroto frutilla ، وتعني حرفيا "فول الفراولة". في البرتغالية، الاسم البرازيلي هو feijão carioca والمعنى الحرفي هو " فول كاريوكا " .
يمكن حصاد القرون الصغيرة غير الناضجة وطهيها مثل فول البينتو الأخضر .
هناك عدد من الأنواع المختلفة من فول البينتو ، ولا سيما بعض الأنواع التي نشأت من شمال إسبانيا ، حيث يتم تخصيص معرض سنوي للفول.

## الاستخدامات

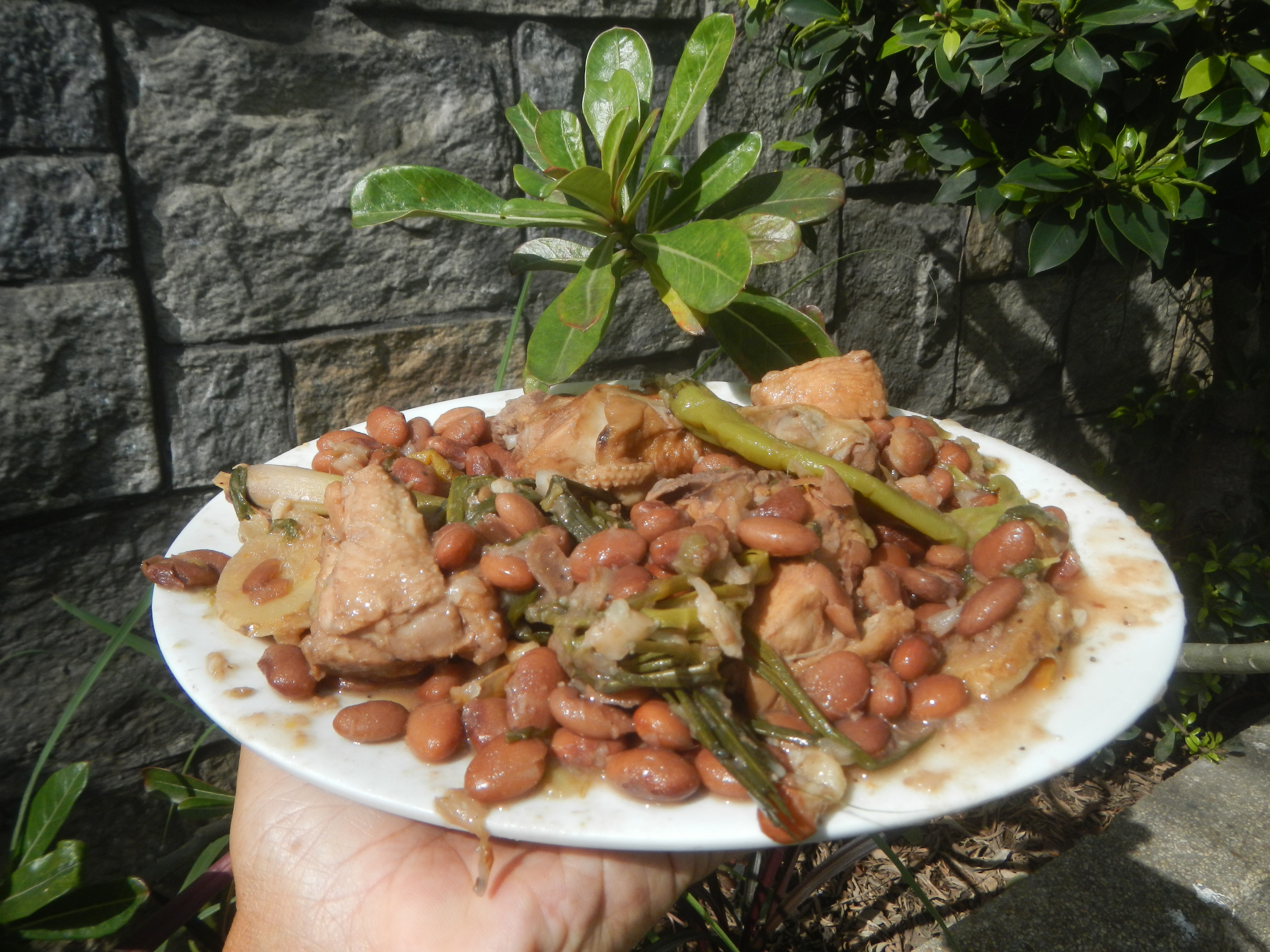
فول البينتو مطهو باللحم

فول البينتو المجفف هو الفول الذي يشيع استخدامه (إما معاد التكوين أو معلبا) في العديد من الأطباق ، وخاصة طبق الفاصوليا المقلية. وهو عنصر أساسي في يخنة تشيلي كون كارني، على الرغم من أن الفاصوليا الحمراء والفاصوليا السوداء والعديد من الأنواع الأخرى يمكن استخدامها في مناطق أخرى.
غالبًا ما توجد حبوب البينتو في المطبخ البرازيلي. تعتبر البقوليات هي غذاء أساسي في كل منطقة في البلاد، فهي تزرع منذ 3000 عام قبل الميلاد، إلى جانب الأطعمة الغنية بالنشا، مثل الأرز، والبفرة، والمعكرونة، وغيرها من المنتجات القائمة على القمح وعصيدة من دقيق الذرة وغيرها من المنتجات القائمة على الذرة والبطاطا واليام. تعتبر حبوب البينتو عنصرًا مهمًا جدًا في المطبخ الإسباني والمطبخ المكسيكي .
في جنوب الولايات المتحدة، كانت حبوب البينتو ذات يوم عنصرًا أساسيًا، خاصة خلال أشهر الشتاء. لا تزال بعض المنظمات والكنائس في المناطق الريفية ترعى "عشاء فول البينتو" للتجمعات الاجتماعية وجمع التبرعات.

## أصناف

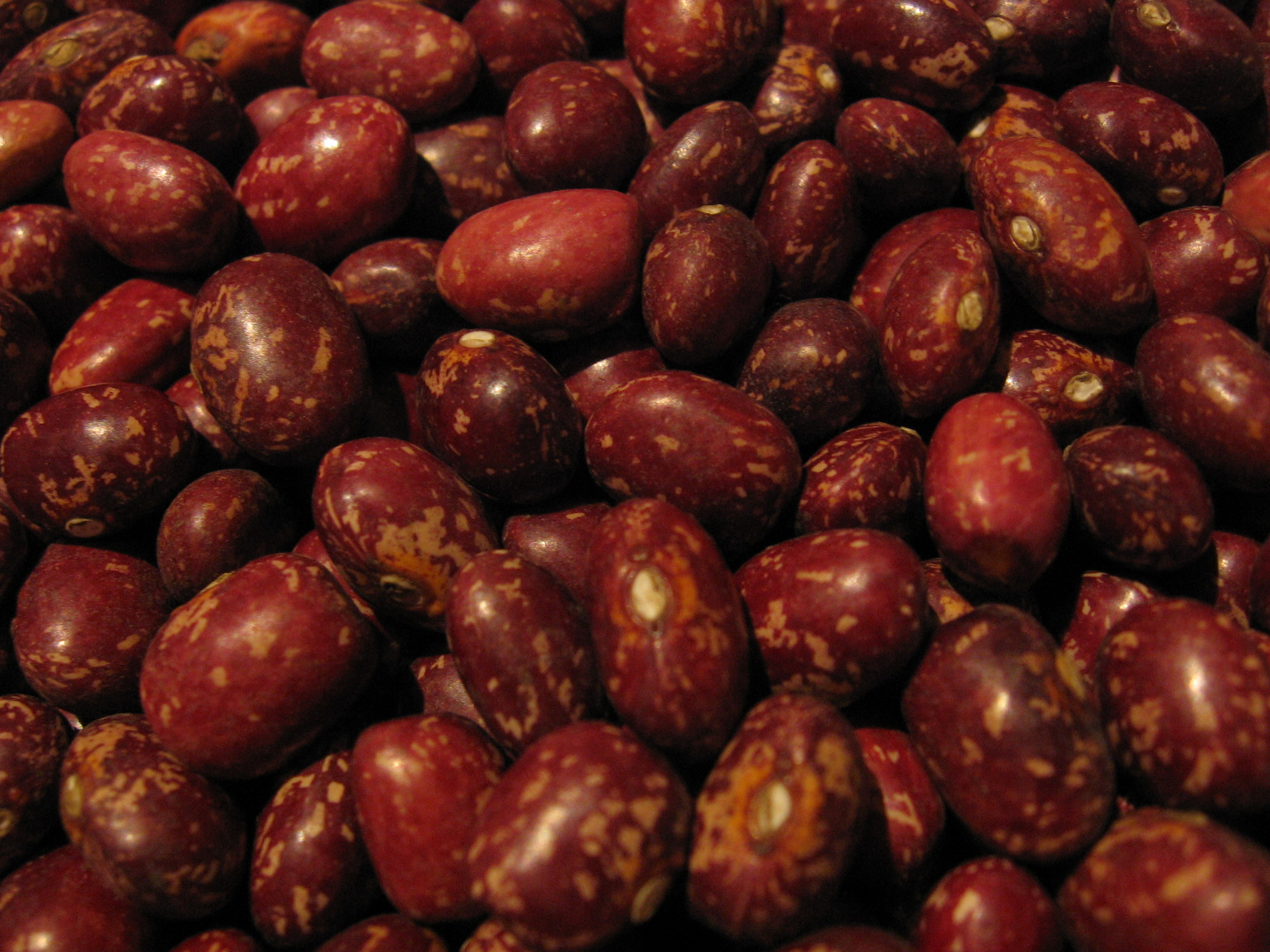
Alubia pinta alavesa ، وهو نوع من حبوب البينتو الأحمر تم تطويره في أنانا ، إسبانيا

تشمل أصناف فول البينتو: "Burke" و "Hidatsa" و "Othello".

## الطهو

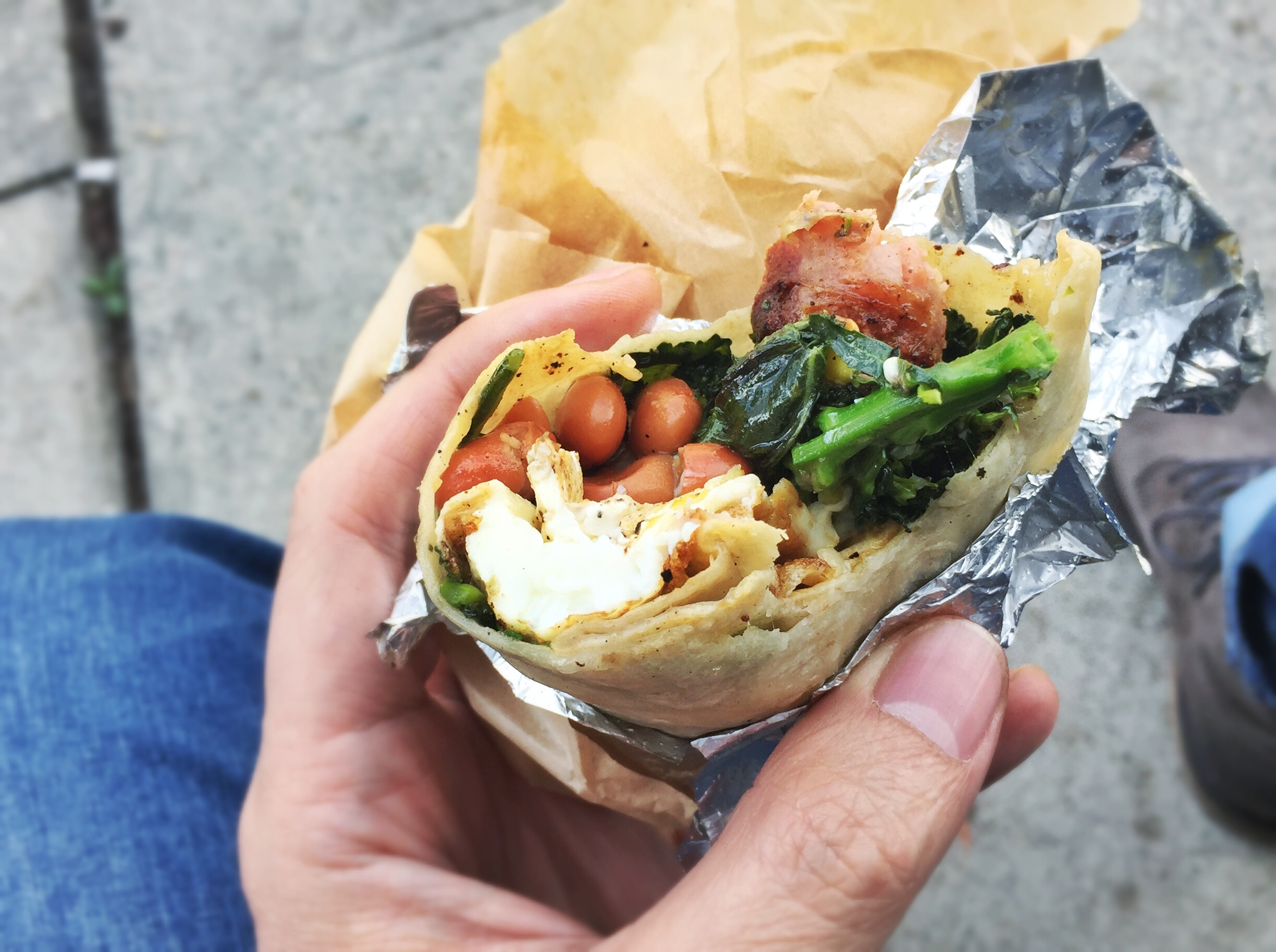
خبز ترتية يحتوي فول البينتو

غالبًا ما يتم نقع فول البينتو، لتقصير وقت الطهي بشكل كبير. إذا لم يتم نقعها، يتم غليها بشكل متكرر لمدة 10 دقائق. بعد ذلك، يستغرق الطهي على الموقد عمومًا من ساعتين إلى ثلاث ساعات حتى يصبح طريًا.
أما في قدر الضغط، سوف ينضج بسرعة كبيرة، حوالي 3 دقائق إذا تم نقعها مسبقا ، و20-45 دقيقة إذا لم يتم نقعها. تختلف أوقات الطهي بشكل كبير وقد تعتمد على مصدر الحبة وملوحة ماء الطهي والعديد من العوامل الأخرى.

## القيمة الغذائية
يعد فول البينتو من البقوليات عالية القيمة الغذائية، حيث يحتوي على العديد من العناصر الغذائية الأساسية. وهو مصدر جيد للبروتين والفوسفور والمنغنيز ، وغني جدًا بالألياف الغذائية وحمض الفوليك. 
غالبًا إذا لم يكن اللحم متوفرا، يعد الأرز وفول البينتو الذي يقدم مع خبز الذرة أو تورتيلا الذرة وجبة أساسية. يحتوي هذا المزيج على الأحماض الأمينية الأساسية الضرورية للبشر بكميات كافية:  تكمل الذرة الندرة النسبية للفول من الميثيونين والسيستين والفول بالمقابل يكمل ندرة الذرة النسبية لليسين والتربتوفان . 
أشارت الدراسات إلى أن فول البينتو يمكن أن يخفض مستويات البروتين الدهني منخفض الكثافة (البروتين الضار)  والبروتين الدهني مرتفع الكثافة (البروتين الجيد)  ثبت أيضًا أن فول البينتو يحتوي على فيتويستروجين الكوميسترول ، والذي له مجموعة متنوعة من الآثار الصحية المحتملة. 

## أنظر أيضا
- غالو بينتو
- بوليتا فول

## روابط خارجية
- Pinto Bean at the Wikibooks Cookbook subproject